# Parisus rufilabris
Parisus rufilabris är en tvåvingeart som först beskrevs av Macquart 1855.  Parisus rufilabris ingår i släktet Parisus och familjen svävflugor. Inga underarter finns listade i Catalogue of Life.